# Ju-Jitsu ai Giochi mondiali 2022 - Sistema fighting 63 kg femminile
La gara di sistema fighting 63 kg femminile di ju-jitsu ai Giochi mondiali 2022 si è svolta il 15 luglio 2022 a Birmingham.

## Risultati

### Fase preliminare

#### Gruppo A
| Pos | Atleta         | G | W | L | PF | PA | PD  | Pts |
| --- | -------------- | - | - | - | -- | -- | --- | --- |
| 1   | Lilian Weiken  | 2 | 2 | 0 | 24 | 6  | +18 | 4   |
| 2   | Orapa Senatham | 2 | 1 | 1 | 10 | 18 | −8  | 2   |
| 3   | Lisa Fuhrmann  | 2 | 0 | 2 | 5  | 15 | −10 | 0   |

#### Gruppo B
| Pos | Atleta                  | G | W | L | PF | PA | PD | Pts |
| --- | ----------------------- | - | - | - | -- | -- | -- | --- |
| 1   | Anne Van der Brugge     | 2 | 1 | 1 | 16 | 14 | +2 | 2   |
| 2   | Juliana Ferreira        | 2 | 1 | 1 | 14 | 14 | 0  | 2   |
| 3   | Marie Chandrine Perrine | 2 | 1 | 1 | 14 | 16 | −2 | 2   |

### Fase finale
|  | Semifinale          | Semifinale          | Semifinale     |                |                  | Finale              | Finale              | Finale            |  |
|  |                     |                     |                |                |                  |                     |                     |                   |  |
|  | Lilian Weiken       | Lilian Weiken       | 7              |                |                  |                     |                     |                   |  |
|  | Lilian Weiken       | Lilian Weiken       | 7              |                |                  |                     |                     |                   |  |
|  | Juliana Ferreira    | Juliana Ferreira    | 11             |                |                  |                     |                     |                   |  |
|  | Juliana Ferreira    | Juliana Ferreira    | 11             |                | Juliana Ferreira | Juliana Ferreira    | 18                  |                   |  |
|  |                     |                     |                |                | Juliana Ferreira | Juliana Ferreira    | 18                  |                   |  |
|  |                     |                     | Orapa Senatham | Orapa Senatham | 3                |                     |                     |                   |  |
|  | Anne Van der Brugge | Anne Van der Brugge | Orapa Senatham | Orapa Senatham | 3                | 7                   |                     |                   |  |
|  | Anne Van der Brugge | Anne Van der Brugge |                |                |                  | 7                   |                     |                   |  |
|  | Orapa Senatham      | Orapa Senatham      | 12             |                |                  | Finalina 3º posto   | Finalina 3º posto   | Finalina 3º posto |  |
|  | Orapa Senatham      | Orapa Senatham      | 12             |                |                  |                     |                     |                   |  |
|  |                     |                     |                |                |                  |                     |                     |                   |  |
|  |                     |                     |                |                |                  | Lilian Weiken       | Lilian Weiken       | 13                |  |
|  |                     |                     |                |                |                  | Lilian Weiken       | Lilian Weiken       | 13                |  |
|  |                     |                     |                |                |                  | Anne Van der Brugge | Anne Van der Brugge | 5                 |  |